# Destroyer
 For alternative betydninger, se Destroyer (flertydig). (Se også artikler, som begynder med Destroyer)
En destroyer (også kaldet en jager) er et hurtiggående krigsskib til beskyttelse af større enheder (hangarskibe, flådestyrker). Hovedarmeringen er missiler, kanoner og torpedoer.
Destroyere kom frem i 1880'erne, da krigskibe var dampdrevne og med stålskrog. De skulle beskytte slagskibene mod torpedobåde og hed torpedo-boat destroyers. Kort efter blev de selv udrustet med torpedoer og jagtede slagskibe langt fra kysten hvor de små torpedobåde ikke kunne nå. Da ubådene i Første Verdenskrig blev de primære torpedobærere, ændrede destroyerne arbejdsopgaver og blev ubådsjægere.
Destroyere er større end fregatter og mindre end krydsere, men definitionen på en destroyer beror typisk på et skøn eller en politisk definition. Typisk vil destroyere være 120-170 m lange, have tonnager på 3.000-10.000 tons og besætninger på 250-400 mand. På grund af øget automatisering, vil ældre fregatter sagtens kunne have større besætninger end moderne destroyere.